# ستيوارت ميخائيل توماس
ستيوارت ميخائيل توماس (بالإنجليزية: Stuart Michael Thomas)‏ هو ملحن أمريكي، ولد في 17 نوفمبر 1970.

## وصلات خارجية
- الموقع الرسمي
- ستيوارت ميخائيل توماس على موقع IMDb (الإنجليزية)
- ستيوارت ميخائيل توماس على موقع ميوزك برينز (الإنجليزية)
- ستيوارت ميخائيل توماس على موقع ديسكوغز (الإنجليزية)
- ستيوارت ميخائيل توماس على موقع قاعدة بيانات الفيلم (الإنجليزية)